# Skillet
Skillet er et amerikansk rockband.

## Medlemmer
- John Cooper – vokal, bas
- Korey Cooper – guitar
- Jen Ledger   – trommer
- Seth Morrison – guitar

## Diskografi
- Skillet (1996)
- Hey You, I Love Your Soul (1998)
- Invincible (2000)
- Ardent Worship (2000)
- Alien Youth (2001)
- Collide (2003)
- Comatose (2006)
- Awake (2009)
- Rise (2013)
- Unleashed (2016)
- Victorious (2019)